# Spatsizi Headwaters Park
Spatsizi Headwaters Park är en park i Kanada.   Den ligger i provinsen British Columbia, i den centrala delen av landet, 3 800 km väster om huvudstaden Ottawa. Spatsizi Headwaters Park ligger 1 517 meter över havet.
Terrängen runt Spatsizi Headwaters Park är kuperad. Trakten runt Spatsizi Headwaters Park är nära nog obefolkad, med mindre än två invånare per kvadratkilometer.. Det finns inga samhällen i närheten.
Trakten runt Spatsizi Headwaters Park består i huvudsak av gräsmarker.